# 1981年7月31日日食
1981年7月31日日食是一次日全食，發生於1981年7月31日（西半球大多為7月30日）。新月當天（即朔日），地球上觀測到月球和太阳的角距離極小，此時月球如果恰好在月球交點附近，穿過太阳和地球之間，與地球、太阳接近一直線，則會出現日食。月球本影接觸地表而使該區域完全得不到陽光，就會形成日全食，同時在本影兩側數千公里的半影範圍內遮擋部分陽光，形成日偏食。此次日全食經過了苏联，日偏食則覆蓋了亚洲大部、欧洲東北部及周邊部分地區。

## 日食概況

### 出現區域
苏联今屬格鲁吉亚的部分與土耳其之間的黑海海面在7月31日日出時最先看到日全食，月球本影隨即上岸，經過今格鲁吉亚西北部和俄罗斯西南部，跨過裏海北部，斜貫今哈萨克斯坦，進入今俄罗斯的西伯利亚地區，逐漸轉向東南移動，並在阿穆尔州謝列姆金斯克區境內達到最大食分。此後本影跨過库页岛、鄂霍次克海、千島群島，在太平洋北部跨越國際日期變更線，最終在7月30日日落時分結束於夏威夷群島考艾岛東北約320公里的洋面。陸地上看到的日全食均在7月31日。
本影經過的陸地依次包括：
- 苏联：
  - 格鲁吉亚：阿布哈茲東南部、薩梅格列羅-上斯瓦涅季亞州中北部、拉恰-列其呼米-下斯瓦涅季亞州西北部；
  - 俄罗斯西南部：經過卡巴爾達-巴爾卡爾蘇維埃社會主義自治共和國（今卡巴爾達-巴爾卡爾共和國）中南部、北奧塞梯蘇維埃社會主義自治共和國（今北奥塞梯-阿兰共和国）北部、車臣-印古什蘇維埃社會主義自治共和國北部（今印古什共和国北部和車臣共和國北部）、斯塔夫罗波尔边疆区東南部，自西南向東北斜貫達吉斯坦蘇維埃社會主義自治共和國（今达吉斯坦共和国）北部後又經過卡爾梅克蘇維埃社會主義自治共和國（今卡尔梅克共和国）極東南角、阿斯特拉罕州奇斯托伊班基島（俄语：Остров Чистой Банки）東南部，其中欧洲最高峰厄爾布魯士山位於全食帶北緣，南坡能看到日全食，而山頂和北坡能看到食分接近1的日偏食；
  - 哈萨克：擦過曼吉斯套州西北角後自西南向東北斜貫阿特勞州東南部、阿克托貝州中部偏北、庫斯塔奈州中部偏南，擦過卡拉干達州西北角，斜貫阿克莫拉州中部偏南，擦過北哈薩克斯坦州極東南角，斜貫巴甫洛達爾州中部偏北；
  - 俄罗斯東南部：經過新西伯利亞州南部和阿尔泰边疆区北部後自西向東貫穿科麦罗沃州中部、克拉斯諾亞爾斯克邊疆區南部（含今哈卡斯共和國北部）、伊尔库茨克州中部偏南、布里亞特蘇維埃社會主義自治共和國（今布里亞特共和國）北部、赤塔州北部（今屬外貝加爾邊疆區）、阿穆尔州中部偏北、哈巴羅夫斯克邊疆區中部偏南，自西向東貫穿萨哈林州的库页岛中部偏北後覆蓋了千島群島的新知島東北半部、計吐夷島、宇志知島、摺手岩、拉斯舒阿島中南部，其中在阿穆尔州謝列姆金斯克區境內達到最大食分。[3][4]

除了狹窄的全食帶內能看見日全食之外，月球半影覆蓋範圍內都能看到日偏食，包括挪威、瑞典、芬兰、丹麦北部和東部、中欧東部、羅馬尼亞除西南部外的大部分、保加利亚中東部、希腊東北角、西亚除土耳其西部沿海和阿拉伯半岛西南部以外的絕大部分、南亚中北部、东亚除中國云南省南部、南海沿岸、港澳、南海诸岛以外的大部分、缅甸北半部、苏联全境、格陵兰中北部、加拿大西北半部、美国阿拉斯加州、密克羅尼西亞島群北部、西北夏威夷群島。
月球在其軌道上自西向東轉動，發生日食時，月球在地球表面的陰影也大多自西向東移動，而從地球上看，太阳的西側先被月球遮掩，然後逐漸向東。但此次日食發生在北半球的夏季，地軸北端向太阳方向傾斜，月球半影北端經過了晨昏圈最北端附近的區域，因而在北美洲的部分被半影覆蓋、看到日偏食的區域內，月影在地表自東向西移動，地面上看到的太阳東側最先被月球遮掩。欧洲和亚洲的日全食和日偏食大多發生在7月31日，而北美洲的日偏食大多發生在7月30日，更有格陵兰等處於極晝地區的日偏食在7月30日子夜前不久開始，在7月31日凌晨結束。

### 基本參數
- 類型：日全食
- 食甚中心處（位於苏联阿穆尔州謝列姆金斯克區）資料：
  - 時間：1981年7月31日3:45:44.7
  - 地點：53°16.8′N 134°3.6′E / 53.2800°N 134.0600°E
  - 食分：1.0258（全食帶內最大）
  - 日全食持續時間：2分2.4秒

## 觀測
美國國家大氣研究中心的高海拔天文台、美國海軍研究實驗室的E.O.哈爾伯特空間研究中心、蘇聯科學院等的科學家利用此次日全食的機會對高層日冕做了研究。美国-苏联聯合觀測隊前往苏联伊尔库茨克州布拉茨克觀測了日全食。科學家根據日冕儀觀測結果、在苏联布拉茨克拍攝的日冕圖像、P78-1衛星上搭載的太陽風衛星的觀測結果，研究日冕的三維結構。

## 相關的日食

### 1979-1982年的日食
月球交替位於相對的月球交點時，以半個交點年（食年），即約177天又4小時間隔出現下列日食。
| 降交點                                                          | 降交點                   |          | 升交點                   | 升交點 |
| 沙羅周期                                                        | 地圖                     | 沙羅周期 | 地圖                     |        |
| 120                                                             | 1979年2月26日 全食       | 125      | 1979年8月22日 環食       |        |
| 130                                                             | 1980年2月16日 全食       | 135      | 1980年8月10日 環食       |        |
| 140                                                             | 1981年2月4日 環食        | 145      | 1981年7月31日 全食       |        |
| 150                                                             | 1982年1月25日 偏食（南） | 155      | 1982年7月20日 偏食（北） |        |
| 註：1982年6月21日和1982年12月15日的日偏食屬於下一組交點年系列。 |                          |          |                          |        |

### 沙羅周期
沙羅週期長度為18年11天。本次日食屬於沙羅週期145，共包含77次日食，依次為1639年1月4日至1873年5月26日的14次日偏食、1891年6月6日的1次日環食、1909年6月17日的1次全環食（亦稱混合食）、1945年7月9日至2648年9月9日的41次日全食、2666年9月20日至3009年4月17日的20次日偏食，總共歷時1370.29年。其中最長的全食發生於2522年6月25日，共持續7分12秒。
下表列舉了1901年至2100年間發生的屬於該週期的日食，是第16至26次：
| 16            | 17            | 18            |
| ------------- | ------------- | ------------- |
| 1909年6月17日 | 1927年6月29日 | 1945年7月9日  |
| 19            | 20            | 21            |
| 1963年7月20日 | 1981年7月31日 | 1999年8月11日 |
| 22            | 23            | 24            |
| 2017年8月21日 | 2035年9月2日  | 2053年9月12日 |
| 25            | 26            |               |
| 2071年9月23日 | 2089年10月4日 |               |

## 資料來源
1. ↑  樊忠玉. . 中国天文科普网.   [2016-03-05]. （原始内容存档于2014-09-17）.
2. 1 2  Fred Espenak. . NASA Eclipse Web Site.   [2016-03-05]. （原始内容存档于2020-10-28）.（英文）
3. ↑  Fred Espenak. . NASA Eclipse Web Site.   [2016-03-05]. （原始内容存档于2020-10-21）.（英文）
4. ↑  Xavier M. Jubier. .   [2016-03-05]. （原始内容存档于2017-03-05）.（法文）（英文）
5. ↑  Fred Espenak. . NASA Eclipse Web Site.   [2016-03-05]. （原始内容存档于2008-08-29）.（英文）
6. ↑  R. R. Fisher, L. B. Lacey, K. A. Rock, E. A. Yasukawa, N. R. Sheeley Jr., D. J. Michels, R. A. Howard, M. J. Koomen, A. Bagrov.  (PDF). Solar Physics. 1983-03, 83: 233–242  [2016-03-06]. ISSN 0038-0938.（英文）
7. ↑  Fred Espenak. . NASA Eclipse Web Site.（英文）

## 外部連結
- NASA日食專頁（页面存档备份，存于）（英文）
- 可見區域圖和時間統計：由弗雷德·埃斯佩纳克做出的日食預報，NASA/GSFC
  - Google互動地圖呈現的日食範圍
  - 貝塞爾元素
- Google地圖顯示的日全食和日偏食範圍（页面存档备份，存于）（法文）（英文）

圖片：
- 1954-2008年歷次日全食的日冕（页面存档备份，存于），本次拍攝於苏联別洛沃（法文）（英文）
- 苏联西伯利亚的照片（1）（页面存档备份，存于）（英文）
- 苏联西伯利亚的照片（2）（页面存档备份，存于）（英文）

| \| \| 日食 \|                            |                              |                                           |
| 上一次日食： 1981年2月4日日食 （日環食） | 1981年7月31日日食 （日全食） | 下一次日食： 1982年1月25日日食 （日偏食） |
| 上一次日全食： 1980年2月16日日食         | 1981年7月31日日食 （日全食） | 下一次日全食： 1983年6月11日日食          |
|                                          | 日食                         |                                           |